# Calocheirus tenerifae
Espèce
Calocheirus tenerifae est une espèce de pseudoscorpions de la famille des Hesperolpiidae.

## Distribution
Cette espèce est endémique des îles Canaries en Espagne. Elle se rencontre à Tenerife, à la Grande Canarie et à Lanzarote.

## Description
La carapace de la femelle holotype mesure 0,84 mm de long sur 0,54 mm.
Calocheirus tenerifae mesure de 2,5 à 2,9 mm.

## Étymologie
Son nom d'espèce lui a été donné en référence au lieu de sa découverte, Tenerife.

## Publication originale
- Mahnert, 2002 : Two new species of pseudoscorpions (Arachnida, Pseudoscorpiones) from caves on Tenerife and La Palma (Canary Islands, Spain), with some new records from the Canary Islands and the Azores (Portugal). Revue Suisse de Zoologie, vol. 109, no 4, p. 777-784 (texte intégral).